# ديفيد فرايد
ديفيد فرايد (بالإنجليزية: David Fried)‏ هو نحات أمريكي، ولد في 1962 في نيويورك في الولايات المتحدة.

## وصلات خارجية
- الموقع الرسمي